# Hallelujah
|  | Per a altres significats, vegeu «Hallelujah Football Club». |

Hallelujah és una cançó escrita pel cantautor canadenc Leonard Cohen, enregistrada el 1984 per a l'àlbum Various Positions i que ha estat versionada nombroses vegades per altres artistes, per a bandes sonores i per a la televisió. De lletra ambigua, s'ha discutit molt sobre el veritable significat que conté.

## Lletra
Cohen mateix ha canviat la lletra de la peça des de 1984 en les seves actuacions o en altres discos, fins i tot gent que li demanava fer una versió de la peça li enviava la lletra que Cohen en aquell moment decidia.
La peça original, enregistrada el 1984, conté referències bíbliques explícites en la lletra, s'al·ludeix a David tocant l'arpa per alleugerir el rei Saül (I Sam. 16:23) i el seu afer amb Betsabé, després d'haver vist el seu bany mentre passejava pel terrat (II Sam. 11:3). El vers She broke your throne and she cut your hair (Ella va trencar el teu tron i va tallar els teus cabells) fa referència a la pèrdua de la força de Samsó al Llibre dels Jutges. El tercer vers fa menció al "nom" que és el Tetragrammaton.
El 1994 Cohen va canviar substancialment la peça a l'àlbum Cohen Live en la qual només guardava el vers final de la versió original. La lletra esdevenia molt més explícita pel que fa al contingut sexual i la música també va ser retocada. Molts dels artistes que han versionat la peça han fet una mescla de les dues versions de la lletra o bé han adaptat la lletra a les seves necessitats.

## Versions
Una de les millors versions de Hallelujah va ser feta pel cantautor nord-americà Jeff Buckley per al seu àlbum Grace de 1994. Aquesta versió de la peça barreja veus i guitarra i està molt influenciada per la versió que en va fer John Cale apareguda el 1991 en l'àlbum d'homenatge a Cohen I'm Your Fan. Aquesta versió també es va fer servir el 2001 per a la pel·lícula Shrek, tot i que en el disc de la banda sonora posa que és de Rufus Wainwright.
Altres músics que han versionat la peça són, entre molts d'altres: k.d. lang, Bono, Bob Dylan, Bon Jovi, Kate Voegele, Patricia O'Callaghan, Enrique Morente (en traducció al castellà i versió flamenc), i Street to Nowhere.
Pel que fa a pel·lícules Hallelujah s'ha utilitzat a Shrek, El senyor de la guerra i Els educadors entre d'altres, i també a sèries com The OC, ER, Nip/Tuck i House, MD.
En català: el 2006 el cantant Gerard Quintana en va fer una versió que es va incloure al disc solidari de la Marató de TV3; també n'ha fet versions o interpretacions en català el duo acústic Filferro i Andrea Motis